# Paleontologia molecular
Paleontologia molecular é um campo de estudo interdisciplinar que visa aplicar técnicas moleculares ao material fóssil, a fim de recuperar, analisar e caracterizar "todas as biomoléculas [e.g., DNA, proteína, carboidrato e lipídio] ou seus produtos de degradação que podem ser rastreados até sua fonte e que podem lançar luz sobre a história diagenética molecular de um organismo”. O objeto de estudo da Paleontologia molecular são os biomateriais não mineralizados, que podem ser definidos como "um conjunto de materiais biológicos que incluem os tecidos moles, células, moléculas orgânicas e/ou seus produtos de degradação, em nível de grupos funcionais úteis para rastreamento da molécula original, que não são tecidos originalmente biomineralizados (e.g., ossos e dentes) e, de alguma forma, não foram substituídos por minerais durante a fossildiagênese."
O campo da paleontologia molecular tem fornecido informações importantes sobre eventos evolutivos, espécies diásporas, a descoberta e caracterização de espécies extintas. Em tempo mais recente, os avanços no campo da paleontologia molecular permitiram aos cientistas buscar questões evolutivas em um nível genético, em vez de confiar apenas na variação fenotípica. Aplicando técnicas de análise molecular ao DNA em restos de animais recentes, pode-se quantificar o nível de parentesco entre quaisquer dois organismos para os quais o DNA foi recuperado. Usando várias técnicas biotecnológicas, como extração de DNA, amplificação e sequenciamento os cientistas conseguiram obter novos insights sobre a divergência e a história evolutiva de inúmeros organismos extintos recentemente. Em fevereiro de 2021, os cientistas relataram, pela primeira vez, o sequenciamento de DNA de restos de animais, um mamute neste caso, com mais de um milhão anos, o DNA mais antigo sequenciado até hoje.
Em tempo profundo, heterogeneidades composicionais em restos carbonáceos de uma diversidade de animais, variando em idade do Neoproterozoico ao Holoceno, têm sido associados a assinaturas biológicas codificadas em biomoléculas modernas por meio de uma cascata de reações de fossilização oxidativa. A composição macromolecular de fósseis carbonáceos, alguns tonianos em idade, preservam assinaturas biológicas refletindo na biomineralização original, tipos de tecido, metabolismo e afinidades de relacionamento (filogenético).

## História
Diz-se que o estudo da paleontologia molecular começou com a descoberta por Abelson de aminoácidos de 360 milhões de anos preservados em conchas fósseis. um considerado o fundador do campo da paleontologia molecular.  Contudo, Svante Pääbo é frequentemente considerado o fundador do campo da paleontologia molecular.
O campo da paleontologia molecular teve vários avanços importantes desde a década de 1950 e é um campo em crescimento contínuo. Abaixo está uma linha do tempo mostrando as contribuições notáveis que foram feitas.

### Linha do tempo

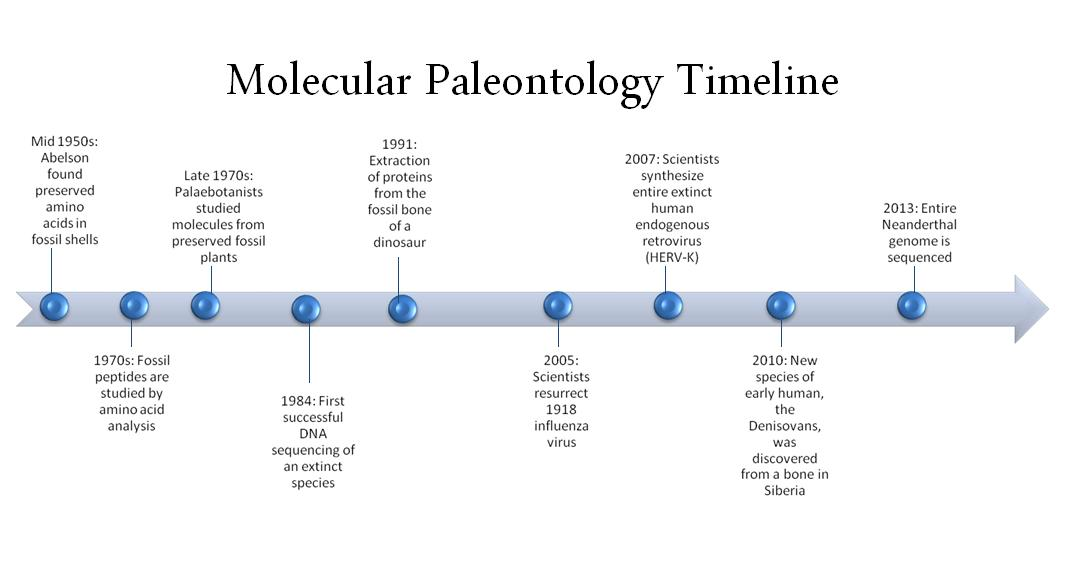
Uma linha do tempo demonstrando datas importantes na paleontologia molecular. Todas essas datas estão listadas e especificamente fornecidas na seção História em Linha do tempo.

meados da década de 1950: Abelson encontrou aminoácidos preservados em conchas fósseis que tinham cerca de 360 milhões de anos. Desenvolveu a ideia de comparar sequências de aminoácidos fósseis com organismos existentes para que a evolução molecular pudesse ser estudada.
Anos de 1970: Peptídeos fósseis são estudados por análise de aminoácidos. Começou-se a usar peptídeos inteiros e métodos imunológicos.
Final dos anos 1970: Paleobotânicos estudaram moléculas de plantas fósseis bem preservadas.
1984: O primeiro sequenciamento bem-sucedido de DNA de uma espécie extinta, o quagga, uma espécie parecida com a zebra.
1991: Artigo publicado sobre a extração bem-sucedida de proteínas do osso fóssil de um dinossauro, especificamente o Seismosaurus.
2005: Cientistas ressuscitam o extinto vírus da gripe de 1918.
2006: Segmentos da sequência de DNA nuclear de Neandertais começam a ser analisados e publicados.
2007: Cientistas sintetizam o extinto retrovírus humano endógeno (HERV-K) do zero.
2010: Uma nova espécie de hominídeo primitivo, os Denisovanos, descoberto a partir de genomas mitocondriais e nucleares recuperados de ossos encontrados em uma caverna na Sibéria. A análise mostrou que o espécime denisovano viveu aproximadamente 41.000 anos atrás e compartilhou um ancestral comum com humanos modernos e neandertais há aproximadamente 1 milhão de anos na África.
2013: O primeiro genoma neandertal completo é sequenciado com sucesso. Mais informações podem ser encontradas no projeto genoma Neanderthal.
2013: Um espécime de 400.000 anos com DNA mitocondrial vestigial sequenciado é considerado um ancestral comum dos neandertais e denisovanos, Homo heidelbergensis.
2015: Um dente fóssil de 110.000 anos contendo DNA de Denisovanos foi relatado.
2018: Paleobiólogos moleculares ligam mecanisticamente os polímeros de composição N-, O-, S-heterociclo em restos fósseis carbonáceos a biomoléculas estruturais nos tecidos originais. Através da reticulação oxidativa, um processo semelhante a Reação de Maillard, resíduos de  aminoácidos nucleofílicos condensam-se com espécies reativas de carbonila derivadas de lipídios e carboidratos. Os processos de fossilização de biomoléculas, identificados por espectroscopia Raman de tecidos modernos e fósseis, modelagem experimental e avaliação de dados estatísticos, incluem glicosilação avançada e [[lipoxidação avançada] ].
2019: Um laboratório independente de paleontólogos moleculares confirma a transformação de biomoléculas através de Glicosilação avançada e Lipoxidação durante a fossilização. Os autores usam Síncrotron Espectroscopia no infravermelho por transformada de Fourier (FTIR).
2020: Wiemann e colegas identificam assinaturas biológicas refletindo biomineralização original, tipos de tecido, metabolismo e afinidade de relacionamento (filogenia) em heterogeneidades composicionais preservadas de uma diversidade de fósseis de animais carbonáceos. Esta é a primeira grande análise de fósseis que variam em idade do Neoproterozoico ao Holoceno, e o primeiro registro publicado de sinais biológicos encontrados em matéria orgânica complexa. Os autores confiam em análises estatísticas de um conjunto de dados de espectroscopia Raman excepcionalmente grande.
2021: Os geoquímicos encontram sinais de tipo de tecido na composição de fósseis carbonáceos que datam do Toniano, e aplicam esses sinais para identificar epibiontes. Os autores usam espectroscopia Raman.
2022: Dados de espectroscopia Raman revelam que padrões na fossilização de biomoléculas estruturais foram replicados com Espectroscopia no infravermelho por transformada de Fourier (FTIR) e uma diversidade de diferentes instrumentos, filtros e fontes de excitação Raman.

### O quagga
O primeiro sequenciamento bem-sucedido de DNA de uma espécie extinta foi em 1984, a partir de um espécime de museu de 150 anos do quagga, uma espécie semelhante à zebra. O DNA mitochondrial (também conhecido como mtDNA) foi sequenciado do músculo dessecado do quagga, e foi descoberto que difere em 12 substituições de bases do DNA mitocondrial de uma zebra da montanha. Concluiu-se que essas duas espécies tinham um ancestral comum há 3-4 milhões de anos, o que é consistente com as evidências fósseis conhecidas da espécie.

### Denisovanos
Os Denisovanos da Eurásia, uma espécie de hominídeo relacionada aos neandertais e aos humanos, foram descobertos como resultado direto do sequenciamento de DNA de um espécime de 41.000 anos recuperado em 2008. Análise do DNA mitocondrial de um osso de dedo recuperado mostrou que o espécime era geneticamente distinto tanto dos humanos quanto dos neandertais. Dois dentes e um osso do dedo do pé foram posteriormente encontrados como pertencentes a diferentes indivíduos com a mesma população. A análise sugere que tanto os neandertais quanto os denisovanos já estavam presentes em toda a Eurásia quando os humanos modernos chegaram. Em novembro de 2015, cientistas relataram ter encontrado um dente fóssil contendo DNA de denisovanos e estimaram sua idade em 110.000 anos de idade.

#### Análise de DNA mitocondrial

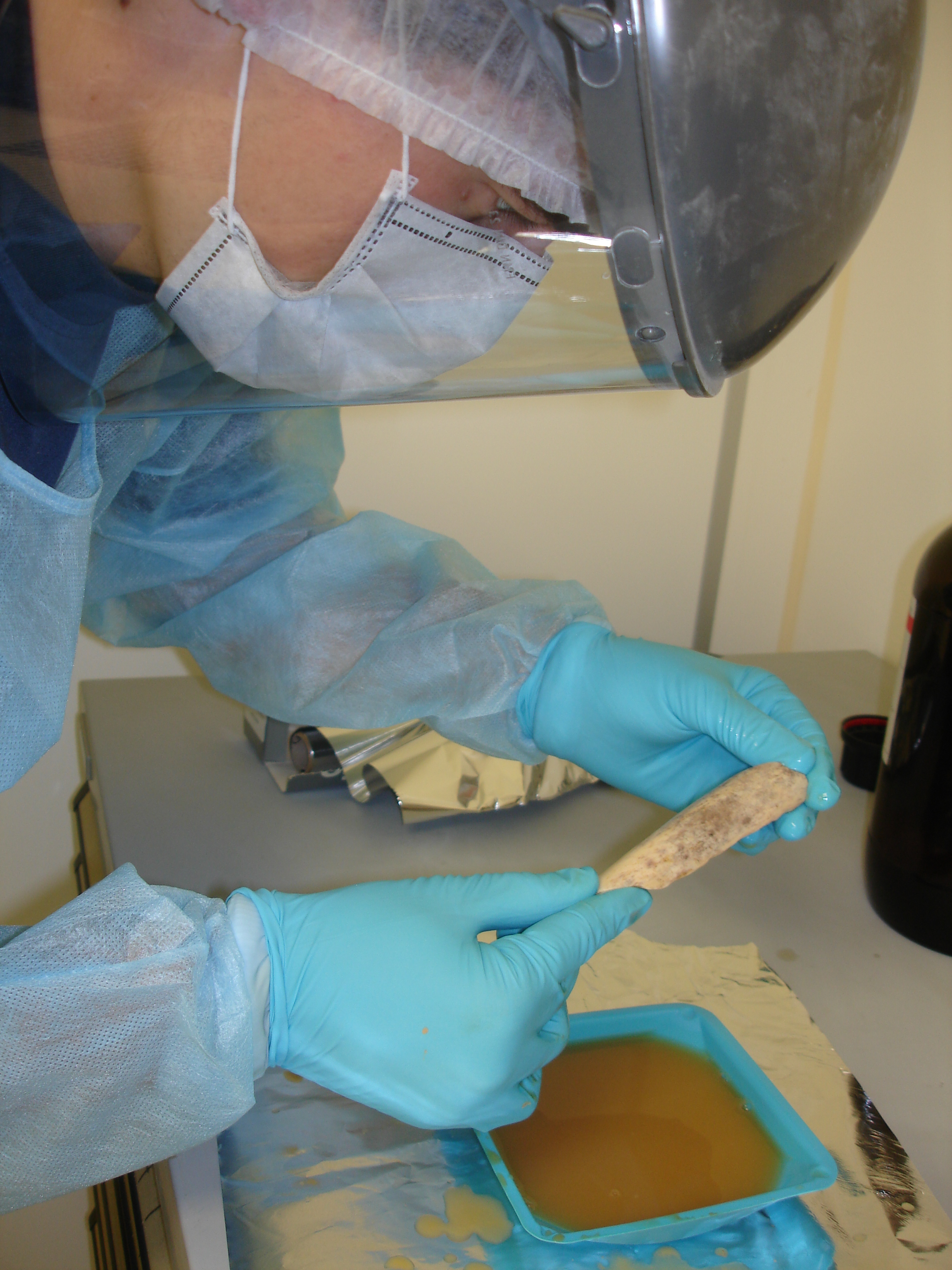
Trabalhando em uma sala limpa, os pesquisadores do Instituto Max Planck de Antropologia Evolutiva em Leipzig, na Alemanha, tomaram extensas precauções para evitar a contaminação de amostras de DNA neandertal - extraídas de ossos como este - com DNA de qualquer outra fonte, incluindo humanos modernos. Pesquisadores do NHGRI fazem parte da equipe internacional que sequenciou o genoma do neandertal, Homo neanderthalensis

O mtDNA do osso do dedo de Denisova difere daquele dos humanos modernos em 385 bases (nucleotídeos) na cadeia de mtDNA de aproximadamente 16.500, enquanto a diferença entre os humanos modernos e os neandertais é de cerca de 202 bases. Em contraste, a diferença entre chimpanzés e humanos modernos é de aproximadamente 1.462 pares de bases de mtDNA. O mtDNA de um dente apresentava alta semelhança com o do osso do dedo, indicando que eles pertenciam à mesma população. De um segundo dente, foi recuperada uma sequência de mtDNA que mostrava um número inesperadamente grande de diferenças genéticas em comparação com a encontrada no outro dente e no dedo, sugerindo um alto grau de diversidade de mtDNA. Esses dois indivíduos da mesma caverna mostraram mais diversidade do que a vista entre os neandertais amostrados de toda a Eurásia e eram tão diferentes quanto os humanos modernos de diferentes continentes.

#### Análise do genoma nuclear
O isolamento e o sequenciamento do DNA nuclear também foram realizados a partir do osso do dedo de Denisova. Este espécime mostrou um grau incomum de preservação do DNA e baixo nível de contaminação. Eles conseguiram um sequenciamento genômico quase completo, permitindo uma comparação detalhada com os neandertais e os humanos modernos. A partir dessa análise, eles concluíram que, apesar da aparente divergência de sua sequência mitocondrial, a população de Denisova, juntamente com o Neandertal, compartilhava um ramo comum da linhagem que leva aos humanos africanos modernos. O tempo médio estimado de divergência entre as sequências Denisovan e Neandertal é de 640.000 anos atrás, e o tempo entre ambas e as sequências dos africanos modernos é de 804.000 anos atrás. Eles sugerem que a divergência do mtDNA de Denisova resulta da persistência de uma linhagem expurgada de outros ramos da humanidade por deriva genética ou então uma introgressão de uma linhagem hominina mais antiga.

### Homo heidelbergensis

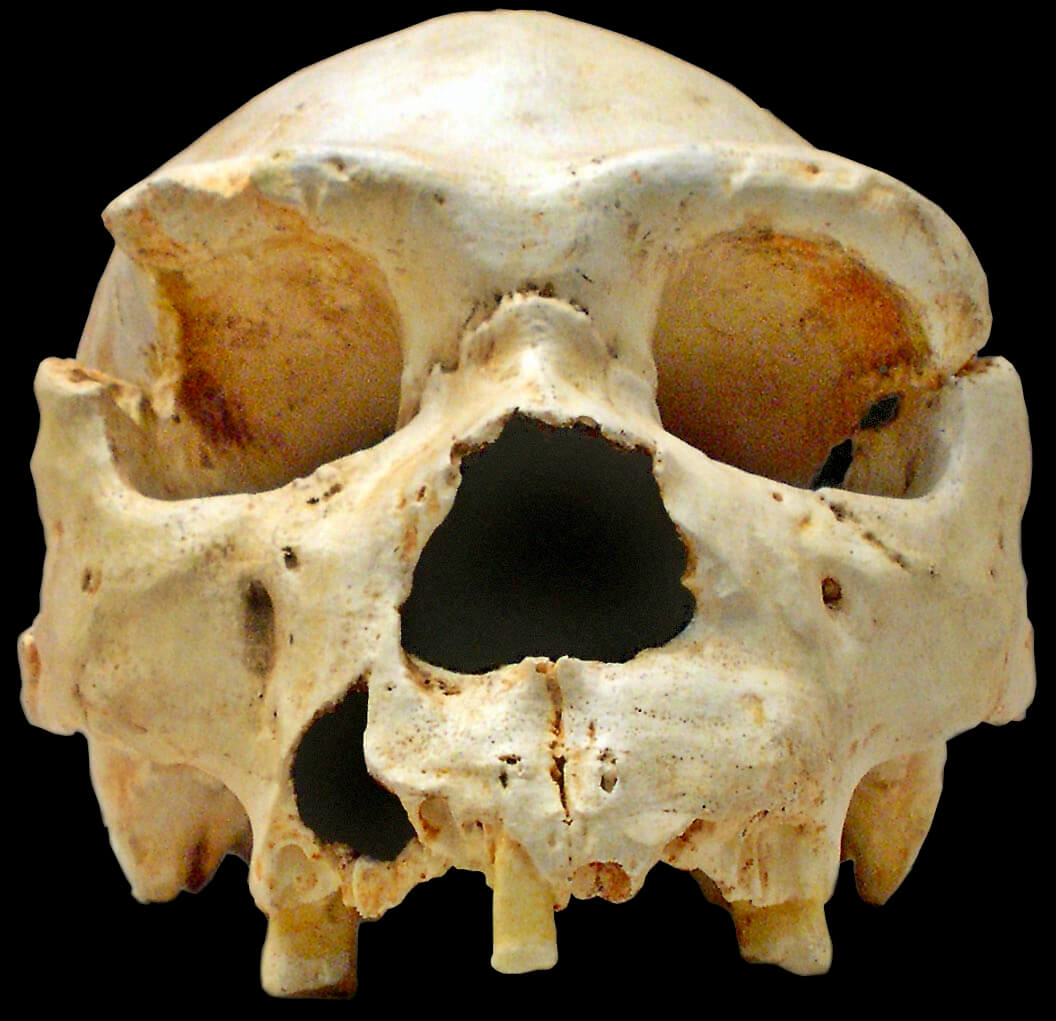
"O crânio 5 do Homo heidelbergensis é uma das descobertas mais importantes na Sima de los Huesos, Atapuerca (Espanha). A mandíbula deste crânio apareceu, quase intacta, alguns anos após seu achado, próximo ao mesmo local.

O Homo heidelbergensis foi descoberto pela primeira vez em 1907 perto de Heidelberg, Alemanha e mais tarde também encontrado em outras partes da Europa, África e Ásia.
No entanto, não foi até 2013 que um espécime com DNA recuperável foi encontrado, em um fêmur de ~ 400.000 anos encontrado na Caverna Sima de los Huesos na Espanha. Verificou-se que o fêmur continha mtDNA e DNA nuclear. Melhorias na extração de DNA e técnicas de preparação de biblioteca permitiram que o mtDNA fosse isolado e sequenciado com sucesso, no entanto, o DNA nuclear foi encontrado muito degradado no espécime observado e também foi contaminado com DNA de um antigo urso das cavernas (Ursus deningeri) presente na caverna. A análise do mtDNA encontrou uma ligação surpreendente entre o espécime e os denisovanos, e essa descoberta levantou muitas questões. Vários cenários foram propostos em um artigo de janeiro de 2014 intitulado "A mitocondrial genoma sequence of a hominin from Sima de los Huesos", elucidando a falta de convergência na comunidade científica sobre como Homo heidelbergensis está relacionado a outros grupos de hominídeos conhecidos. Um cenário plausível que os autores propuseram foi que o H. heidelbergensis foi um ancestral tanto dos denisovanos quanto dos neandertais. Genomas nucleares completamente sequenciados de Denisovanos e Neandertais sugerem um ancestral comum há aproximadamente 700.000 anos, e um dos principais pesquisadores da área, Svante Paabo, sugere que talvez esse novo grupo de hominídeos seja aquele ancestral primitivo.

## Aplicações

### Descoberta e caracterização de novas espécies
Técnicas de paleontologia molecular aplicadas a fósseis têm contribuído para a descoberta e caracterização de várias novas espécies, incluindo os denisovanos e Homo heidelbergensis. Conseguimos entender melhor o caminho que os humanos seguiram ao povoar a Terra e quais espécies estavam presentes durante essa diáspora.

### Desextinção

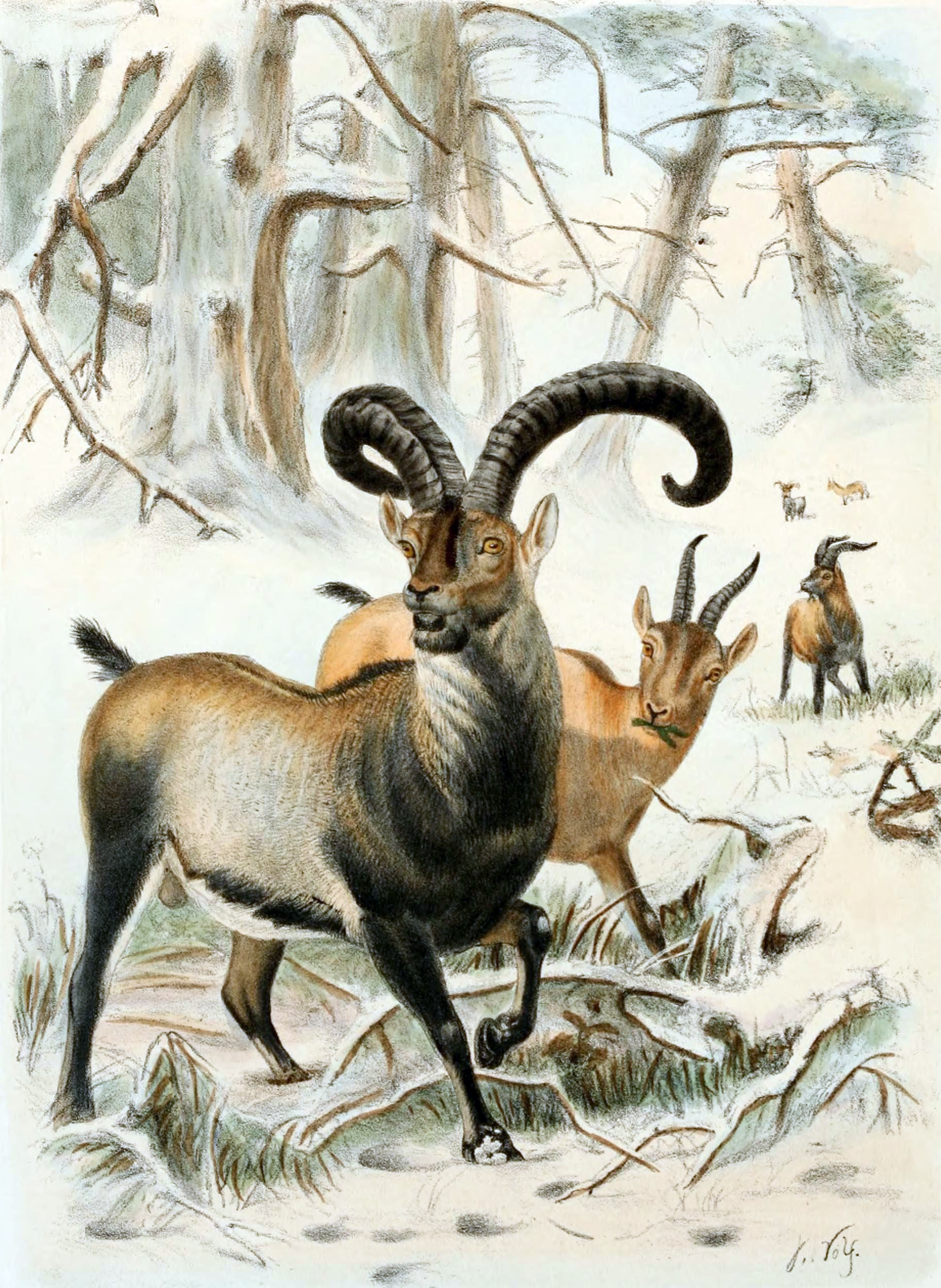
O íbex-dos-pirenéus foi temporariamente trazido de volta da extinção em 1984.

Agora é possível reviver espécies extintas usando técnicas de paleontologia molecular. Isso foi feito pela primeira vez por clonagem em 2003 com o íbex-dos-pirenéus, um tipo de cabra selvagem que foi extinto em 2000. Núcleos das células do íbex-dos-pirenéus foram injetados em ovos de cabra esvaziados de seu próprio DNA e implantado em mães de cabra substitutas. A prole viveu apenas sete minutos após o nascimento, devido a defeitos nos pulmões. Observou-se que outros animais clonados têm defeitos pulmonares semelhantes.
Existem muitas espécies que foram extintas como resultado direto da atividade humana. Alguns exemplos incluem o dodô, o Arau-gigante, o tigre da Tasmânia, o golfinho chinês e o pombo-passageiro. Uma espécie extinta pode ser revivida usando substituição alélica de uma espécie intimamente relacionada que ainda está viva. Tendo apenas que substituir alguns genes dentro de um organismo, em vez de ter que construir o genoma da espécie extinta a partir do zero; há a possibilidade de trazer de volta várias espécies dessa maneira.
A ética em torno da reintrodução de espécies extintas é muito controversa. Os críticos de trazer espécies extintas de volta à vida afirmam que isso desviaria dinheiro e recursos limitados da proteção dos problemas atuais de biodiversidade do mundo. Com taxas de extinção atuais aproximadas de 100 a 1.000 vezes a taxa de extinção de fundo, teme-se que um programa de desextinção possa diminuir as preocupações públicas sobre a atual crise de extinção em massa, se acreditar que essas espécies podem simplesmente ser trazidas de volta à vida. Como os editores de um artigo da Scientific American sobre desextinção colocam: "Devemos trazer de volta o mamute lanoso apenas para deixar os elefantes se extinguirem nesse meio tempo?" O principal fator determinante para a extinção da maioria das espécies nesta era (pós 10.000 aC) é a perda de habitat, e trazer temporariamente de volta uma espécie extinta não recriará o ambiente que uma vez habitou.
Os defensores da extinção, como George Church, falam de muitos benefícios potenciais. A reintrodução de uma espécie-chave extinta, como o mamute lanoso, pode ajudar a reequilibrar os ecossistemas que antes dependiam deles. Algumas espécies extintas poderiam criar amplos benefícios para os ambientes que já habitaram, se fossem devolvidas. Por exemplo, os mamutes lanudos podem retardar o derretimento da tundra russa e ártica de várias maneiras, como comer grama morta para que a grama nova possa crescer e criar raízes e periodicamente quebrar a neve, sujeitando o solo abaixo ao ar ártico. Essas técnicas também podem ser usadas para reintroduzir a diversidade genética em uma espécie ameaçada ou até mesmo introduzir novos genes e características para permitir que os animais compitam melhor em um ambiente em mudança.

## Pesquisa e tecnologia
Quando um novo espécime em potencial é encontrado, os cientistas normalmente primeiro analisam a preservação de células e tecidos usando técnicas histológicas e testam as condições para a capacidade de sobrevivência do DNA. Eles então tentarão isolar uma amostra de DNA usando a técnica descrita abaixo e conduzirão uma amplificação por PCR do DNA para aumentar a quantidade de DNA disponível para teste. Este DNA amplificado é então sequenciado. É tomado cuidado para verificar se a sequência corresponde às características filogenéticas do organismo. Quando um organismo morre, uma técnica chamada datação de aminoácidos pode ser usada para datar o organismo. Ele inspeciona o grau de racemização de ácido aspártico, leucina e alanina dentro do tecido. Com o passar do tempo, a proporção D/L (onde "D" e "L" são imagens espelhadas uma da outra) aumenta de 0 para 1. Em amostras onde a proporção D/L de ácido aspártico é maior que 0,08, sequências antigas de DNA não podem ser recuperadas (a partir de 1996).

### DNA mitocondrial vs. DNA nuclear

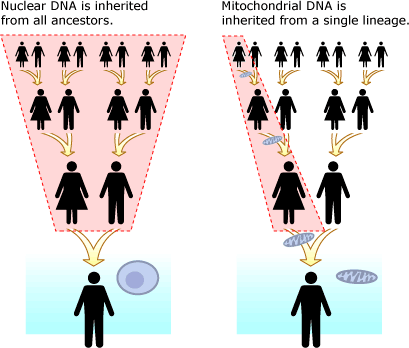
Ao contrário do DNA nuclear (à esquerda), o DNA mitocondrial é herdado apenas da linhagem materna (à direita).

DNA mitocondrial (mtDNA) é separado do DNA nuclear. Está presente nas organelas chamadas mitocôndrias em cada célula. Ao contrário do DNA nuclear, que é herdado de ambos os pais e reorganizado a cada geração, uma cópia exata do DNA mitocondrial é transmitida da mãe para seus filhos e filhas. Os benefícios de realizar a análise de DNA com DNA mitocondrial é que ele tem uma taxa de mutação muito menor do que o DNA nuclear, tornando o rastreamento de linhagens na escala de dezenas de milhares de anos muito mais fácil. Conhecendo a taxa de mutação básica do mtDNA, (em humanos, essa taxa também é conhecida como Relógio molecular mitocondrial humano) pode-se determinar a quantidade de tempo em que duas linhagens estão separadas. Outra vantagem do mtDNA é que existem milhares de cópias dele em cada célula, enquanto apenas duas cópias de DNA nuclear existem em cada célula.  All eukaryotes, a group which includes all plants, animals, and fungi, have mtDNA. Uma desvantagem do mtDNA é que apenas a linhagem materna é representada. Por exemplo, uma criança herdará 1/8 de seu DNA de cada um de seus oito bisavós, porém herdará um clone exato do mtDNA de sua bisavó materna. Isso é análogo a uma criança que herda apenas o sobrenome de seu bisavô paterno, e não uma mistura de todos os oito sobrenomes.

### Isolamento
Há muitas coisas a serem consideradas ao isolar uma substância. Primeiro, dependendo do que é e onde está localizado, existem protocolos que devem ser realizados para evitar a contaminação e posterior degradação da amostra. Em seguida, o manuseio dos materiais é geralmente feito em uma área de trabalho fisicamente isolada e sob condições específicas (ou seja, temperatura específica, umidade, etc...) também para evitar contaminação e perda adicional de amostra.
Uma vez obtido o material, dependendo do que seja, existem diferentes maneiras de isolá-lo e purificá-lo. A extração de DNA de fósseis é uma das práticas mais populares e existem diferentes etapas que podem ser seguidas para obter a amostra desejada. O DNA extraído de fósseis pode ser retirado de pequenas amostras e misturados com diferentes substâncias, centrifugado, incubado e centrifugado novamente. Por outro lado, a extração de DNA de insetos pode ser feita moendo a amostra, misturando-a com tampão e passando por purificação através de colunas de fibra de vidro. No final, independentemente de como a amostra foi isolada para esses fósseis, o DNA isolado deve ser capaz de sofrer amplificação.

### Amplificação

Reação em cadeia da polimerase

O campo da paleontologia molecular se beneficiou muito com a invenção da reação em cadeia da polimerase (PCR), que permite fazer bilhões de cópias de um fragmento de DNA de apenas uma única cópia preservada do DNA. Um dos maiores desafios até este ponto foi a extrema escassez de DNA recuperado por causa da degradação do DNA ao longo do tempo.

### Sequenciamento
O Sequenciamento de DNA é feito para determinar a ordem de nucleotídeos e genes. Existem muitos materiais diferentes dos quais o DNA pode ser extraído. Em animais, o cromossomo mitocondrial pode ser usado para estudo molecular. Cloroplastos podem ser estudados em plantas como uma fonte primária de dados sequenciais.

Uma árvore evolutiva de mamíferos

No final, as sequências geradas são usadas para construir árvores evolutivas. Os métodos para combinar conjuntos de dados incluem: probabilidade máxima, evolução mínima (também conhecido como junção de vizinho) que procura a árvore com menor comprimento total, e o método de máxima parcimônia que encontra a árvore que requer o menor número de mudanças de estado de caráter.  The groups of species defined within a tree can also be later evaluated by statistical tests, such as the bootstrap method, to see if they are indeed significant.

## Limitações e desafios
As condições ambientais ideais para preservar o DNA onde o organismo foi dessecado e descoberto são difíceis de obter, bem como manter sua condição até a análise. O DNA nuclear normalmente se degrada rapidamente após a morte por processos hidrolíticos endógenos, por radiação UV, e outros estressores ambientais.
Além disso, descobriu-se que as interações com os produtos de decomposição orgânica do solo circundante ajudam a preservar materiais biomoleculares. No entanto, eles também criaram o desafio adicional de poder separar os vários componentes para poder conduzir a análise adequada sobre eles. Algumas dessas avarias também interferem na ação de algumas das enzimas usadas durante a PCR.
Finalmente, um dos maiores desafios na extração de DNA antigo, particularmente no DNA humano antigo, está na contaminação durante a PCR. Pequenas quantidades de DNA humano podem contaminar os reagentes usados para extração e PCR de DNA antigo. Esses problemas podem ser superados com um cuidado rigoroso no manuseio de todas as soluções, bem como das vidrarias e demais ferramentas utilizadas no processo. Também pode ajudar se apenas uma pessoa realizar as extrações, para minimizar os diferentes tipos de DNA presentes.